# Aonbike
Aonbike ist ein Motu der Makin-Inselgruppe der pazifischen Inselrepublik Kiribati.

## Geographie
Aonbike ist eine kleine Insel im Zentrum des Riffs der Makin-Inselgruppe. Sie ist nur etwa 200 Meter entfernt vom nördlich gelegenen Makin und bildet zusammen mit Tebua Tarawa den Übergang zum größeren, bewohnten Kiebu.